# Llista de monuments de l'Eixample de Barcelona

Barris del districte de l'Eixample

Llista de monuments de l'Eixample de Barcelona inclosos en l'Inventari del Patrimoni Arquitectònic de Catalunya i en el catàleg de Patrimoni Arquitectònic de Barcelona.
La llista es divideix en dos sectors per agrupació de barris:
- Llista de monuments de l'Eixample de Barcelona (dreta) amb la Dreta de l'Eixample, la Sagrada Família i el Fort Pienc.
- Llista de monuments de l'Eixample de Barcelona (esquerra) amb l'Antiga Esquerra de l'Eixample, la Nova Esquerra de l'Eixample i Sant Antoni

Altres monuments que tenen un àmbit de diversos barris són:
| Monument                            | Protecció | Estil/època    | Localització                                                                                           | Coordenades                                      | Codi?     | Imatge |
| ----------------------------------- | --------- | -------------- | --- | ------------------------------------------------ | --------- | --- |
| Sector de conservació de l'Eixample |           |                | Barcelona Dreta de l'Eixample, Antiga Esquerra de l'Eixample, av. Diagonal, Gran Via, ronda Sant Pau   | 41° 23′ N, 2° 10′ E / 41.39°N,2.16°E             | IPA-45787 | Sector de conservació de l'Eixample (Barcelona) · Vegeu més fotos d'aquest monument · Carregueu una nova foto d'aquest monument |
| Vestigis del Metro Transversal      |           | Noucentisme XX | Barcelona Estacions de metro línia 1: pl. Espanya, boca Urquinaona, subcentral elèctrica de Mercat Nou | 41° 23′ 21″ N, 2° 10′ 24″ E / 41.3893°N,2.1734°E | IPA-51085 | Vestigis del Metro Transversal (Barcelona) · Carregueu una nova foto d'aquest monument                                          |

El límit entre l'Eixample i Ciutat Vella és fruit de la muralla medieval i moderna de Barcelona, de la que en queden diverses restes. Per qüestions de duplicats en llistes s'han inclòs cadascuna d'aquestes restes a la llista de la zona amb les restes més conspícues de cada conjunt: 
- Per les muralles medievals i estructures associades vegeu la llista de monuments del Raval.
- Per la muralla i estructures defensives d'època moderna vegeu la llista de monuments de Sant Pere, Santa Caterina i la Ribera.